# Przygody Robin Hooda
Przygody Robin Hooda (ang. The Adventures of Robin Hood) – amerykański film z gatunku płaszcza i szpady z 1938 roku w reżyserii Michaela Curtiza i Williama Keighleya na podst. legend ludowych o Robin Hoodzie. Film nagrodzony został trzema Oscarami – za muzykę, scenografię i montaż.

## Fabuła
Gdy w 1191 roku król Anglii Ryszard Lwie Serce zostaje pojmany przez księcia Leopolda z Austrii podczas powrotu z krucjaty, jego brat Jan wspierany przez normańskich baronów przejmuje władzę i uciska ludność saską. Podnosi ich daniny, rzekomo by zebrać pieniądze na spłacenie okupu za Ryszarda, a rzeczywiście, by umocnić swą pozycję na tronie. Na jego drodze staje Sas sir Robin z Locksley. Zdobywa on lojalnego towarzysza w osobie Mucha, którego ratuje od aresztowania przez sir Guya z Gisbourne za zabicie jednego z królewskich jeleni. Robin wyrusza samotnie, by spotkać się z Janem w zamku Gisbourne. Ogłasza tam zgromadzonym poplecznikom i lekceważącej Lady Marion Fitzwalter, że zrobi wszystko w swojej mocy, by przeciwstawić się Janowi i przywrócić Ryszarda na tron. Następnie ucieka, na przekór wysiłkom straży.
Gdy jego ziemie i tytuł przepadają, Robin szuka schronienia w Lesie Sherwood ze swym przyjacielem Willem Szkarłatnym. Tam spotykają Małego Johna, którego Robin włącza do swej świty po zaciekłym pojedynku na pałki. Kolejne osoby dołączają do ich rosnącej grupy. Później, Robin prowokuje Braciszka Tucka do walki na miecze, by następnie przekonać mnicha do przyłączenia się do grupy, w celu zapewnienia banitom duchowego przywództwa. Wkrótce, normańscy oraz andegaweńscy sprzymierzeńcy księcia Jana wpadają w zasadzkę, w której ginie wielu z ich żołnierzy od strzał kompanii Robina, co ma być odpłatą za nadużycia jakich doświadczyli.
Pewnego dnia Robin, znany jako Robin Hood, i jego ludzie łupią pieniądze z podatków transportowane przez dużą grupę Normanów przez Sherwood. Wśród „gości” Robina są Gisbourne, tchórzliwy szeryf Nottingham oraz Lady Marion. Robin i jego świta „uwalniają” pieniądze z podatków, przysięgając iż wydadzą je na spłacenie okupu za króla Ryszarda. Początkowo, Marion zachowuje się pogardliwie w stosunku do Robina i jego „bandy”, lecz staje się przekonana o słuszności jego intencji. Ostatecznie Robin pozwala upokorzonemu Gisbourne’owi i szeryfowi odejść, mówiąc, że powinni podziękować Marion za to, że nie zginęli.
Po tych wydarzeniach szeryf wpada na przebiegły plan schwytania Robina. Sugeruje księciu Janowi, by ogłosił zawody strzeleckie, z główną nagrodą – złotą strzałą – wręczoną osobiście przez Lady Marion, wiedząc że Robin nie oprze się takiemu wyzwaniu. Wszystko idzie jak zaplanowano; Robin ujawnia się przez wygranie zawodów i zostaje schwytany, a potem wtrącony do więzienia. Gisbourne skazuje go na powieszenie. Marion ostrzega przyjaciół Robina, którym udaje się uwolnienie go, w drodze na szubienicę. Nocą, Robin wkrada się do zamku, by jej podziękować. Marion i Robin wyznają sobie miłość.
W międzyczasie, król Ryszard wraca do Anglii w przebraniu mnicha, ale jest rozpoznany w karczmie przez biskupa Czarnych Kanoników po tym, jak słyszy, że jeden z jego ludzi odnosi się do niego per „Panie”. W związku z otrzymanymi wieściami, Jan i Gisbourne planują pozbyć się Ryszarda po cichu, zanim zbierze armię. Dickon Malbete, zhańbiony były rycerz, ma zamordować Ryszarda, w zamian za oddanie mu tytułu rycerskiego oraz dawnych ziem Robina. Marion podsłuchuje ich i pisze ostrzeżenie do Robina, lecz Gisbourne znajduje je i każe ją aresztować oraz skazać na śmierć za zdradę. Piastunka Marion – Bess informuje swego chłopaka Mucha, który przechwytuje i zabija Dickona, po desperackim pojedynku.
Ryszard z eskortą, wyruszają do lasu Sherwood i znajdują Robina. Pewny jego lojalności Ryszard, wyjawia swą tożsamość. Później, dowiadują się, że Jan zamierza się koronować z rąk biskupa Czarnych Kanoników w Nottingham, następnego dnia. Wiedząc, że zamek jest zbyt potężny do sforsowania, Robin decyduje się na użycie podstępu, odwiedzając biskupa w przebraniu i „przekonując” go do wpuszczenia go i jego ludzi. Uzyskują wejście do zamku oraz przerywają koronację Jana. Wybucha walka, podczas której Robin i Gisbourne mierzą się w długotrwałej walce na miecze. Gisbourne zostaje zabity, a Marion uwolniona ze swej celi. Ryszard wróciwszy na swój tron; poddaje swego brata banicji, przebacza rozbójnikom, zwraca Robinowi hrabstwo oraz zaleca poślubienie Marion. Robin wykrzykuje: „Pozwól mi stosować się do wszystkich twoich zaleceń z równą przyjemnością, Panie!”.

## Obsada
- Errol Flynn – Robin Hood / sir Robin z Locksley
- Olivia de Havilland – lady Marian Fitzwalter
- Basil Rathbone – sir Guy z Gisbourne
- Claude Rains – książę Jan
- Patric Knowles – Will Szkarłatny
- Eugene Pallette – braciszek Tuck
- Alan Hale Sr. – Mały John
- Herbert Mundin – Much syn Młynarza
- Melville Cooper – szeryf z Nottingham
- Una O’Connor – Bess
- Montagu Love – biskup Czarnych Kanoników
- Ian Hunter – król Ryszard Lwie Serce
- Lionel Belmore – Pokorny Prin
- Harry Cording – Dickon Malbete
- James Baker – Phillip z Arras

## Premiera
Przygody Robin Hooda miały uroczystą premierę 12 maja 1938 roku w Radio City Hall w Nowym Jorku, zaś szersza dystrybucja na terenie Stanów Zjednoczonych rozpoczęła się dwa dni później.
Polska premiera Przygód Robin Hooda odbyła się w 1939 roku. Film został wznowiony na terenie Polski w późnych latach 40. XX wieku.

## Odbiór
Film został bardzo dobrze przyjęty przez widzów i krytyków; serwis Rotten Tomatoes na podstawie opinii z 44 recenzji przyznał mu wynik 100%.

## Odniesienia w kulturze popularnej
- Przygody Robin Hooda były drugim po Robin Hoodzie: Księciu złodziei (1991) głównym filmem parodiowanym w komedii Robin Hood: Faceci w rajtuzach (1993) Mela Brooksa[7].
- Fragment Przygód Robin Hooda został wykorzystany w kreskówce Looney Tunes Rabbit Hood (1949), gdy Robin Hood w końcu ukazuje się Królikowi Bugsowi[8].
- Fragment finałowej walki Robina i Guya z Gisbourne na miecze został przekształcony w walczące sprite’y przez Jordana Mechnera i wykorzystany w jego grze komputerowej Prince of Persia (1989)[9].
- Pojedynki w filmie służyły za jedną z inspiracji choreografii pojedynków na miecze świetlne w Gwiezdnych wojnach[10].
- W komiksie DC Comics Blades (1992) Jamesa Robinsona i Tima Sale’a superzłoczyńca Cavalier ma w swej kryjówce plakat Przygód Robin Hooda[11].